# Strauss' Centennial Waltzes
Strauss' Centennial Waltzes, också känd som Säcularfest-Walzer eller Hundert Jahrfeier-Walzer, är en vals utan opustal av Johann Strauss den yngre. Den framfördes eventuellt första gången sommaren 1876 i Philadelphia. 

## Historia
USA:s självständighetsförklaring undertecknades den 4 juli 1776 i Philadelphia. 100 år senare var det dags för stort firande. Bland de musiker som gratulerade var Tysklands kompositör Richard Wagner, vars Großer Festmarsch framfördes vid Centennial Exposition (Världsutställningen 1876) i Philadelphia. Även Johann Strauss ville delta i firandet och trots att han endast hade besökt USA en gång (för att dirigera i Boston och New York 1872) fortsatte han att åtnjuta en stor popularitet på båda sidor om Atlanten. Det är oklar om han var inbjuden att återvända till USA för jubileet, men sommaren 1876 befann han sig på en lång konsertturné i Tyskland. Den 4 juli 1876 deltog han i en stor musikfestival i Berlin, då kompositören S.G. Pratt från Chicago dirigerade sin egen University Ouverture, skriven till festligheterna i USA:
Det verkar som om Strauss åstadkom en komposition till firandet: valsen Strauss' Centennial Waltzes publicerades av förlaget W.H. Cundy i Boston. På titelsidan står det: "Respektfullt tillägnad medborgarna i USA på 100-årsdagen av Oavhängighetsförklaringen, 4 juli 1876", medan första sidan av noterna meddelar: "Dessa valser är arrangerade för orkester och kan erfås genom att kontakta förlaget". Både klaverutdraget och orkesternoterna tillskriver dock endast valsen till "Strauss". Vad som är lite förvirrande är att det på klaverutdraget står att W.H. Cundy registrerade verket 1874 - två år innan jubileet. Ingen av tidningarna i Wien för åren 1874 och 1876 nämner något om att Johann Strauss skulle vara upphovsman till valsen.
1969 upptäckte Dann Chamberlin, en amerikansk medlem av "The Johann Strauss Society of Great Britain", ett klaverutdrag av valsen på Boston Public Library. Verket visade sig vara okänt för Strausskännare och vållade intresse världen över. En annan medlem, Norman Godel, analyserade verket och publicerade sina resultat i sällskapets tidskrift "Tritsch-Tratsch" (Nr 55, 1988). Liksom med Strauss' Autograph Waltzes och Strauss' Engagement Waltzes kände Godel igen "mästarens hand i både uppbyggnad och tematiskt innehåll". Vidare observerade han om Strauss' Centennial Waltzes att "valsmelodierna är karaktäristiskt mycket lika de i 'Engagement' och den tillskrevs 'Johann Strauss'". Godel ansåg att 'Centennial', 'Autograph' och 'Engagement' "definitivt är mer högstående än andra 'originalamerikanska Straussvalser' och noterade att alla tre har det gemensamt med vilken uttryck som rytmen introduceras i flera av melodierna.
Om man antar att Strauss' Centennial Waltzes härstammar från Strauss är det möjligt att verket framfördes under jubileet. Den 11 maj 1876 påbörjade den tyske dirigenten Theodore Thomas en serie "Sommarnattskonserter" med sin orkester i Philadelphia. Pressen publicerade fullständiga program till endast en del av konserterna, men det framgår att Thomas framförde en del ovanliga dansstycken från Wien, däribland flera av familjen Strauss. Kanske återfanns Strauss' Centennial Waltzes bland dessa.
En annan fråga kvarstår: varför publicerades endast en av de amerikanska valserna i Wien? (Se Walzer-Bouquet No 1). Strauss var ständigt pressad att åstadkomma nya verk till sina amerikanska förläggare och det är troligt att han försåg dem med råskisser som arrangerades av förlagets egna musiker. Men vad med verk som Strauss' Centennial Waltzes, som Strauss hade mer än behövlig tid för att färdigställa? Ansåg Strauss sina "amerikanska verk" mer som hafsverk, ovärdiga att publiceras och framföras i Wien? 

### Strauss "amerikanska" valser
- Walzer-Bouquet No 1 (Fram till slutet identisk med Manhattan-Waltzes)
- Jubilee-Waltz
- Strauss' Autograph Waltzes *
- Strauss' Engagement Waltzes *
- Strauss' Centennial Waltzes *
- Strauss' Enchantement Waltz *
- Colliseum Waltzes*
- Farewell to America Waltz*
- Greeting to America Waltz*
- New York Herald Waltz
- Sounds from Boston Waltzes*
- Manhattan-Waltzes (Fram till slutet identisk med Walzer-Bouquet No 1)
- *= Upphovsmannaskap av Strauss är tveksamt.

## Om verket
Speltiden är ca 6 minuter och 22 sekunder plus minus några sekunder beroende på dirigentens musikaliska tolkning.